# Hisaichi Terauchi
Hisaichi Terauchi, 2e comte Terauchi (寺内 寿一, Terauchi Hisaichi) (8 août 1879 - 12 juin 1946) est un maréchal de l'armée impériale japonaise  qui fut commandant du groupe d'armées expéditionnaire du Sud durant la Seconde Guerre mondiale et mena l'invasion japonaise de l'Asie du Sud-Est. Il meurt d'une attaque cérébrale alors qu'il se trouve dans un camp de prisonniers de guerre en Malaisie après la fin de la guerre.

## Biographie
Né dans la préfecture de Yamaguchi, Terauchi est le fils aîné du maréchal Terauchi Masatake, le premier gouverneur-général de Corée et 9e Premier ministre du Japon. Il sort diplômé de la 11e promotion de l'académie de l'armée impériale japonaise en 1900 et sert comme sous-officier durant la guerre russo-japonaise.
Après ce conflit, Terauchi entre à l'école militaire impériale du Japon et en sort diplômé de la 21e promotion en 1909. Il est ensuite attaché militaire en Allemagne et travaille comme conférencier à l'académie militaire.
Début novembre 1919, il hérite du titre de comte (hakushaku) selon le système de noblesse kazoku à la mort de son père et est promu colonel. Il devient major-général en 1924. En septembre 1926, le train de la ligne Sanyō, dans lequel il se trouve, déraille lors d'un accident qui fait 34 victimes mais Terauchi n'est pas blessé.
Il devient chef d'État-major de l'armée japonaise de Corée en 1927. Promu lieutenant-général en 1929, il est nommé commandant de la 5e division puis est plus tard transféré à la 4e division en 1932. En 1934, il devient commandant de l'armée japonaise de Taïwan.
En octobre 1935, Terauchi est promu général et s'implique dans la faction de la voie impériale. Après l'incident du 26 février en 1936, il est choisi par l'armée pour devenir ministre de la Guerre, un choix qui envenime davantage le conflit entre les partis politiques civils de l'armée et la Diète du Japon.

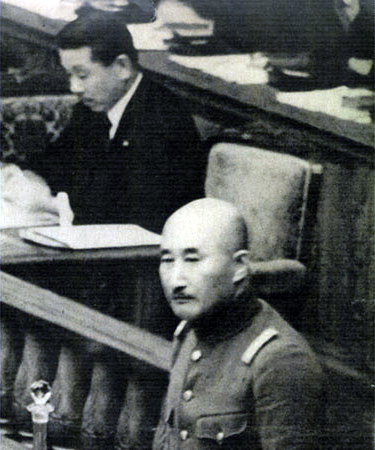
Hisaichi Terauchi et Kōki Hirota à la Diète du Japon.

Terauchi retourne au front en prenant le commandement de l'armée régionale japonaise de Chine du Nord immédiatement après le déclenchement de la seconde guerre sino-japonaise. Il est décoré de l'ordre du Soleil levant (1re classe) en 1938 et est transféré à la tête du groupe d'armées expéditionnaire japonais du Sud le 6 novembre 1941 puis commence l'élaboration de plans de guerre avec l'amiral Isoroku Yamamoto pour la guerre du Pacifique.
Après avoir mené la conquête de l'Asie du Sud-Est, Terauchi établit ses quartiers-généraux à Singapour. Promu maréchal le 6 juin 1943, il se déplace aux Philippines en mai 1944. Mais alors que cette région est menacée, il se replie à Saïgon en Indochine française, où il fait face à un raid américain en janvier 1945. Après avoir appris la reprise de la Birmanie par les Alliés, il subit un accident cérébral le 10 mai 1945.
680 000 soldats japonais en Asie du Sud-Est se rendent en son nom à Singapour le 12 septembre 1945 sous le général Seishirō Itagaki. Terauchi se rend personnellement à l'amiral britannique Louis Mountbatten le 30 novembre 1945 à Saïgon et meurt d'une nouvelle attaque cérébrale alors qu'il se trouve dans un camp de prisonniers de guerre en Malaisie après la fin de la guerre.

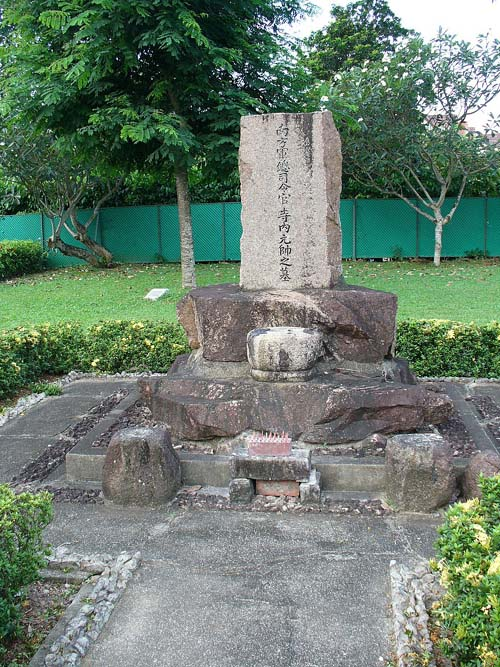
Stèle commémorative de Hisaichi Terauchi au de Singapour.

Terauchi remet son sabre wakizashi familial à Louis Mountbatten à Saïgon en 1945. Cette épée date de 1413 et est aujourd'hui conservée au château de Windsor. Au milieu des années 1980, un incident diplomatique faillit éclater quand la reine mère Elizabeth Bowes-Lyon désire l'exposer lors d'un dîner pour le prince Naruhito. Cependant, sa fille, la reine Élisabeth II, s'oppose à cette idée.
Sa tombe se trouve au parc du cimetière japonais (en) de Singapour.